# Julie Doucet
Pour les articles homonymes, voir Doucet.
Julie Doucet, née en 1965 à Saint-Lambert, au Québec (Canada), est une autrice de bande dessinée québécoise. Elle a réalisé des œuvres classées dans la bande dessinée alternative, mais aussi féministe, dont son fanzine Dirty Plotte.
Elle est sacrée grand prix de la ville d'Angoulême lors du Festival international de la bande dessinée d'Angoulême en 2022.

## Biographie

### Jeunesse, formation et débuts en bande dessinée
Julie Doucet naît en 1965 à Saint-Lambert dans la Rive-Sud de Montréal.
Elle étudie les arts plastiques au Cégep du Vieux Montréal au début des années 1980. C'est là qu'elle découvre la bande dessinée. Elle s'inscrit ensuite à l'université du Québec à Montréal, où elle étudie les arts graphiques (arts de l'impression) et plastiques. Elle fait ses débuts dans le numéro 2 de la revue Tchiize! (bis) publiée par Yves Millet au milieu des années 1980. Elle collabore ensuite à L’Organe (devenu Mac Tin Tac) et à Rectangle, deux revues qui verront éclore toute une génération d'auteurs « underground » québécois majeurs.

### Dirty Plotte
Entre 1988 et 1990, Doucet crée son fanzine, Dirty Plotte, (14 numéros) — expression qu'elle traduit en « sale fente » ou « vagin dégueulasse ». Elle y raconte, de manière autobiographique — mais aussi en autofiction —, son quotidien et ses rêves, qu'elle note, et ses fantaisies ou ses angoisses, en n'ayant jamais peur de choquer — sa pudeur prend une forme inattendue : alors qu'elle évoque sans problème des sujets tels que la sexualité ou les menstruations, elle évitera toujours de parler de sa famille ou de ses amis. Les récits sont souvent courts, les cases chargées et paraissant brouillonnes, un trait gras.
Julie Doucet s'inscrit dans ce qui est appelé quelquefois la « ligne crade » (par opposition à la ligne claire). Ses pages sont reprises par des revues comme Heck!, Rip-Off Comix, Wimmen Comix, Buzzard, Weirdo (fondé par Robert Crumb) ou en France Chacal Puant (fondé par Stéphane Blanquet).

### Reconnaissance
En 1990, le fondateur de la maison d'édition montréalaise Drawn and Quarterly, Chris Oliveros, publie Dirty Plotte sous forme de comic-book, — en anglais. C'est le point de départ d'une reconnaissance importante pour Julie Doucet, qui est alors admirée par des auteurs tels que Robert Crumb, Charles Burns ou encore Art Spiegelman. À partir de la même année, son travail est publié en France par L'Association, maison d'édition de bande dessinée alternative cofondée par le bédéiste Jean-Christophe Menu : il y aura notamment l'ouvrage collectif Logique de Guerre Comix (1990), le recueil Ciboire de Criss ! (1995), l'ouvrage Monkey and the Living Dead et trois autres.
En 1991, elle reçoit le prix Harvey best new talent. Elle émigre un temps à New York, revient à Montréal, part vivre quelques années à Berlin avant de rentrer à nouveau à Montréal.
Après la sortie de L'Affaire Madame Paul, elle participe à l'album Comix 2000 (paru en 2000) ; les années 1990 l'ont vue s'éloigner de la bande dessinée — milieu qu'elle décrira comme très masculin et nerd dans lequel elle était à l'aise au début, mais où elle ne se retrouvait plus suffisamment après quelques années, —, qu'elle abandonne en 2006,.
Elle se consacre ensuite à d'autres arts, dont la poésie, le roman-photo, la gravure, la linogravure, la sérigraphie et les collages,,. Elle passe aussi par la microédition. Elle ne quitte cependant pas le dessin et crée notamment un Journal, composé sur une année de dessins autobiographiques quotidiens.

### Années 2020
En 2021, une anthologie de 400 pages de ses Dirty Plotte, souhaitée par l'auteure, est publiée, intitulée Maxiplotte,,, comprenant aussi, pour moitié, des inédits et une quarantaine de pages en couleurs. Le journaliste Frédéric Potet du quotidien français Le Monde explique en 2022 que, dans Dirty Plotte, « [elle] transgresse tous les thèmes du puritanisme nord-américain en usant d’un humour désespéré et sans tabou, qui a fait d’elle une cheffe de file de la bande dessinée underground. »
En avril 2021, elle reçoit le prix Albert-Chartier, dans le cadre du Festival Québec BD, pour sa contribution à la bande dessinée au Québec.
En 2022, elle remporte le grand prix du festival international de la bande dessinée d'Angoulême. Elle est la troisième femme à recevoir ce prix,,,,.
En 2024, elle est l'invité du Musée Tomi Ungerer (Strasbourg) avec l'exposition « Julie Doucet - Une rétrospection », organisée du 25 avril au 3 novembre dans le cadre de la programmation Strasbourg, Capitale mondiale du livre - UNESCO 2024,.

## Pionnière
Julie Doucet réalise, essentiellement entre 1987 et 1999, des œuvres de bande dessinée dans un contexte où ce sont en majorité des hommes qui en publient,. « [Elle] a participé à l’émergence de l'auto-fiction dessinée », selon Le journaliste Tewfik Hakem en 2022, qui précise aussi que certains chercheurs en sciences sociales la considèrent comme « une des figures du féminisme contemporain ». Elle est « précurseure d'un nouveau féminisme en bande dessinée », d'après Anne-Elizabeth Moore, qui a consacré une étude à son œuvre (étude parue en 2018). Sa période de création de bande dessinées couvre douze ans et, selon la journaliste Laurence Houot en mars 2022, elle est « une figure tutélaire de la BD alternative ».

## Style graphique
En ce qui concerne la bande dessinée, « dessins en noir et blanc, cases surchargées, personnages à grosse tête : le trait et le style de la Canadienne s'inspirent des comics de l’underground américain. » Toutefois, son regard et son utilisation des codes du genre en font quelque chose de singulier et nouveau, selon le journaliste Tewfik Hakem.

## Œuvres publiées
La plupart des œuvres de Doucet sont parues d'abord en anglais, mais cela n'est pas systématique. Les recueils ne correspondent pas forcément selon les langues.
À partir des années 2010, elle auto-publie de nombreux livres au sein de la structure « Le Pantalitaire ».

### Bande dessinée
- (en) By the way, fanzine auto-édité en 1988, réédité en risographie chez Le Pantalinaire vers 2015.
- (en) Dirty Plotte, fanzine auto-édité, 12 numéros, 1988-1990.
- (en) Dirty Plotte, Montréal : Drawn & Quarterly, 12 numéros, 1991-1998.
- (en) Lève ta jambe mon poisson est mort !, Montréal : Drawn & Quarterly, 1992.
- (en) The Reel Dope, fanzine auto-édité en 1992, réédité en risographie chez Le Pantalinaire vers 2015.
- Monkey and the Living Dead, Chacal puant, 1994. Réédition L'Association, coll. « Mimolette », 1999.
- (en) My Most Secret Desire, Montréal : Drawn and Quarterly, 1995.
- Là là, chu tanney là !!! Ou le rêve récidiviste, Mille Putois, coll. « Taureaux des îles », 1995.
- Ciboire de criss !, Paris : L'Association, coll. « Ciboulette », 1996.
- Changements d'adresses, Paris : L'Association, coll. « Ciboulette », 1998.
(en) My New York Diary, Montréal : Drawn and Quarterly, 1999.
- L’Affaire Madame Paul, Montréal : L'Oie de Cravan, 1999. Réédition L'Association, coll. « Éperluette », 2000.
(en) The Madame Paul Affair, Montréal : Drawn and Quarterly, 2000.
- (en) My New New York Diary, avec Michel Gondry, PictureBox, 2010. Bande dessinée à deux mains accompagnant un court métrage de Michel Gondry.
- Fantastic Plotte, Montréal : L'Oie de Cravan, 2014. Intégrale des bandes dessinées publiées dans Dirty Plotte, bilingue français-anglais.
- Maxiplotte, L'Association, 2021[4],[7].
- Time Zone J[6], Drawn & Quarterly, 2022[18].
- Suicide total, L'Association, 2023[19]

### Illustration
- Schnitte. Caricature of Love, Berlin : Reprodukt, 1997  (ISBN 3931377148).
- (en) Long Time Relationship, Montréal : Drawn and Quarterly, 2001.
- Catalogue de boulons, Montréal : Mille Putois, coll. « Portefeuille », 2010.
- Maquette du livre J'aime, Montréal : Le Pantalitaire, 2014.
- Sauve-qui-peut ! (Run for your Life), Montréal : Le Pantalitaire, 2015. Collages.

### Texte illustré
- Benoît Chaput, Melek, Montréal : L'Oie de Cravan, 2002.
- Jean-François Jouanne, Chroniques de New York, Seuil, 2003.
- Journal, Paris : L'Association, coll. « Côtelette », 2004.
  - (en) 365 Days, Montréal : Drawn and Quarterly, 2007.
- (en) Lady Pep, Montréal : Drawn and Quarterly, 2004.
- J comme Je. Essais d'autobiographie, Paris : Seuil, 2005.
- Autrinisme de réglohnette, auto-édition, 2005. Dictionnaire de langue inventée.
- Je suis un K, Montréal : L'Oie de Cravan, 2006. Poèmes illustrés accompagnés d'un CD où ils sont lus par Anne-François Jacques.
- Elle-Humour, PictureBox, 2006.
- À l'école de l'amour, Montréal : L'Oie de Cravan, 2007. Poèmes.
- Le Révolution, Montréal : Le Pantalitaire, 2012. Poésie-Collage.
- (en) 99-plus suicide projects, Montréal : Le Pantalitaire, 2012. Texte-Collage.
- Un deux trois Je ne suis plus là, Montréal : Le Pantalitaire, 2013. Poésie-Collage.
- La Mémoire se mange, Montréal : Le Pantalitaire, 2014. Collages d'images et de mots.
- (en) The Adorable Little School of Art of Canada, Montréal : Le Pantalitaire, 2014. Collages d'images et de mots.
- Rémi Eurelec et les autres, Montréal : Le Pantalitaire, 2014. Poésie.
- J'aime, Montréal : Le Pantalitaire, 2014. Poésie-Collage, avec traduction en anglais.

## Prix et récompenses
- 1991 :  Prix Harvey du meilleur nouveau talent
- 2017 :  Temple de la renommée de la bande dessinée canadienne
- 2022 :  Grand prix de la ville d'Angoulême[6],[8]